# Kommissionierung
Kommissionierung ist das Zusammenstellen von bestimmten Teilmengen (Artikeln) aus einer bereitgestellten Gesamtmenge (Sortiment) aufgrund von Aufträgen. Dabei kann es sich um einen Kundenauftrag oder auch um einen Produktionsauftrag handeln. Der Mitarbeiter, der den Auftrag zusammenstellt, wird als Kommissionierer, Picker oder Greifer bezeichnet.

## Warenherkunft
Das Kommissionieren kann je nach Warenherkunft unterschieden werden:
- Entnahme der Ware aus einem Standardlager (üblich)
- Entnahme der Ware aus einem Kommissionierlager (verbesserte Kommissionierung)
- Entnahme der Ware direkt aus der Produktion (genannt: Just in time)
- Entnahme der Ware aus einem stationären Ladengeschäft (zum Beispiel bei Click and Collect)

## Kommissioniermethoden
Kundenaufträge bestehen oft aus mehreren Positionen. In der Praxis wird eine Vielzahl von Kommissioniermethoden eingesetzt, um diese Kundenaufträge reibungslos und fehlerfrei abzuarbeiten. Nachfolgend sind drei grundlegende Methoden mit ihren Varianten dargestellt. Sie unterscheiden sich in ihren Informations- und Materialflüssen sowie in ihrer Organisation.

### Auftragsorientierte, serielle Kommissionierung
Die Aufträge werden in den verschiedenen Lagerzonen nacheinander bearbeitet. Dabei können alle Lagerzonen von einem einzigen Kommissionierer pro Auftrag durchschritten werden, oder aber von einem Kommissionierer pro Lagerzone. Dies ist eine häufig praktizierte Methode der Kommissionierung, da sie eine leichte Einarbeitung gewährleistet, schnell Verantwortliche festlegen kann und wenig organisatorischer Vorbereitung bedarf. Problematisch sind jedoch die damit verbundenen langen Auftragsdurchlaufzeiten, die langen Kommissionierwege und das Problem der Übergabe eines Auftrags an den Kommissionierer der nächsten Lagerzone.

### Auftragsorientierte, parallele Kommissionierung
Jeder Kundenauftrag wird entsprechend den Lagerzonen in Teilaufträge getrennt, so dass die Kommissionierung in den einzelnen Lagerzonen parallel erfolgen kann. Danach erfolgt eine Zusammenführung der Teilaufträge. Obwohl hier die Auftragsdurchlaufzeiten wesentlich kürzer sind, ergibt sich das Problem einer aufwändigen Auftragsteilung und Zusammenführung, sowie eine ungleichmäßige Belastung der einzelnen Kommissionierbereiche.

### Serienorientierte, parallele Kommissionierung
Bei der auch Multi-Order-Picking genannten Kommissionierung werden die Auftragseingänge zu Serien zusammengefasst und innerhalb einer Serie auf die Positionen der einzelnen Lagerzonen aufgeteilt. Somit kann ein Artikel, der in mehreren Aufträgen vorhanden ist, gesammelt entnommen werden. Daraufhin werden die einzelnen Artikel wieder den Einzelaufträgen zugeteilt.
- Waren können Serienweise entnommen werden und dan auftragsweise zusammengeführt werden. Der wesentliche Vorteil besteht darin, dass ein Lagerplatz nur einmal pro Serie und nicht pro Kundenauftrag angelaufen werden muss. Es ergeben sich jedoch trotzdem relativ hohe Auftragsdurchlaufzeiten sowie eine aufwändige Vorbereitung und Zusammenführung der Aufträge, die ohne EDV-Einsatz nicht zu bewältigen ist.
- Generell können die Kommissionierwege durch die Stichgangsstrategie verkürzt werden, d. h. alle Artikel mit hoher Gängigkeit werden in der Nähe des Versandplatzes gelagert. Selten benötigte Artikel werden weiter hinten im Regal gelagert.
- Eine weitere Möglichkeit, Zeit bei der Kommissionierung zu sparen, besteht in der Verwendung von laufwegsoptimierten Picklisten. Dabei werden die Aufträge auf der Pickliste zusammengefasst, deren Lagerplätze nah beieinander liegen. Dies erspart den Lagermitarbeitern lange Laufwege.

## Kommissionierzeiten
Von der Kommissionierzeit hängt es entscheidend ab, wie schnell ein Kunde oder die Produktionsabteilung die gewünschten Artikel bzw. Materialien erhält. Die Kommissionierzeit setzt sich aus verschiedenen Einzelzeiten zusammen.

### Basiszeit
Die Basiszeit beinhaltet die Zeit für die organisatorischen Tätigkeiten vor bzw. nach der Kommission:
- Aufnehmen, Lesen und Ordnen der Kommissionierbelege
- Zugriff zum Kommissioniergerät
- Abgabe des Kommissioniergerätes an einem Sammelpunkt
- Suchen und Bereitstellen von Hilfsmitteln wie Paletten, Kommissionierwagen, Kleinbehälter
- Übergabe des Behälters an die Auftragssammelstelle oder eine Förderanlage

Die hohe Basiszeit ist meist auf zwei Ursachen zurückzuführen:
- unvollständige, schlecht lesbare, ungeordnete Kommissionierbelege
- schlecht organisierte Bereitstellung der Kommissionshilfsmittel (Suchen, Instandsetzen usw. erforderlich)

### Wegzeit
Die Wegzeit ist die Zeit für die Bewältigung des Weges zwischen zwei Entnahmen. Sie wird meist pro Position erfasst. In den meisten Fällen enthält die Wegzeit den größten Anteil an der gesamten Kommissionierzeit.
- Anlaufen der Lagerorte aller Auftragspositionen
- Rückkehr zum Ausgangspunkt

Die Wegzeit kann vermindert werden durch
- Vermeidung von Fehlwegen infolge geringer Kenntnis der Lagerorte
- Erhöhung der Artikelkonzentration (wird die „Stirnfläche“ pro Artikel im Regal verringert, vermindert sich die Entfernung zwischen zwei Artikeln),
- Lagerung der am häufigsten verlangten Artikel (A-Güter, Bestseller) am Regalanfang (Stichgangsstrategie)
- Zusammenfassen mehrerer Teilaufträge für einen Kommissionierrundgang
- Einsatz von Kommissionierfahrzeugen. Die höhere Geschwindigkeit der Fahrzeuge gegenüber dem zu Fuß gehenden Menschen wirkt sich aber erst bei langen Wegen zwischen den einzelnen Entnahmen aus
- Einsatz von Durchlaufregalen.

### Greifzeit
Die Greifzeit (Entnahmezeit, Pickzeit) enthält die Tätigkeiten:
- Artikel aus dem Regal nehmen, d. h. Hinlangen, Greifen, Herausnehmen
- Artikel in den Behälter legen

Die Greifzeit hängt ab:
- von der Griffhöhe
- von der Grifftiefe
- von Gewicht, Volumen und Empfindlichkeit der entnommenen Artikel
- von der Art der Abgabe (Behälter, Förderband)
- von der Menge der zu entnehmenden Artikel

### Totzeit
Die Totzeit, auch Nebenzeit genannt, umfasst:
- Lagerplatz des Artikels suchen
- Anbruch bilden
- Kontrollieren, Zählen, Vergleichen
- Beschriftungen vornehmen (z. B. Eintragung in Lagerfachkarte)

Die Totzeit kann durch geeignete Maßnahmen meist nur geringfügig gekürzt werden:
- gute Regalbeschriftungen für schnelles Finden
- automatische Zählvorgänge
- Verzicht auf die Abgabe von Anbrüchen, sondern nur Abgabe vorverpackter Mengen
- Vorverpackung in unterschiedlichen Mengeneinheiten (z. B. 1, 5, 10, 20, 50, 100 Stück)

Vorbereitend:
- Suchen des Lagerplatzes
- Vergleichen der Position mit dem im Fach befindlichen Artikel
- ggf. Bildung des Anbruches
- Abzählen der Entnahmemenge

Nachbereitend:
- Kontrollieren, Zählen, Wiegen der entnommenen Artikel
- Quittieren der Entnahme

### Verteilzeit
Die Verteilzeit erfasst die Zeit, in der nicht produktiv gearbeitet wird. Dazu zählen:
- persönliche Verteilzeiten, z. B. zur Toilette gehen, Nase putzen, Scheinarbeiten ausführen
- sachliche Verteilzeit, z. B. Pause wegen Mangels an Arbeit, Warten auf das Transportmittel oder auf die Information

Die Verteilzeit kann verkürzt werden durch:
- eine bessere Arbeitsplatzplanung
- Motivation der Mitarbeiter
- ein gutes Betriebsklima
- Einführung eines Prämienlohnsystems, das quantitative und qualitative Gesichtspunkte berücksichtigt
(quantitativ: Zeit pro Auftragseinheit; qualitativ: Fehlerquote pro Auftrag).

Besonders wichtig ist aber dabei, dass der Mitarbeiter durch seinen eigenen Willen dazu beiträgt, die Verteilzeiten zu verkürzen.

## Kommissioniersysteme
Es wird zwischen maschinellen und manuellen Kommissioniersystemen unterschieden:

### Maschinelle Kommissioniersysteme
Kommissionierautomaten
Bei Kommissionierautomaten befinden sich Güter in Schächten, die links und rechts von einem Förderband angebracht sind. Jedes Gut hat dabei einen eigenen Schacht. Für die Ausführung eines Kommissionierauftrags läuft ein Behälter, der bereits am Systemeingang über einen Strichcode dem Auftrag zugeordnet ist, über das Förderband. Im richtigen Moment öffnet sich der Schacht und das zu kommissionierende Gut gelangt über einen Auswerfer in den Behälter.
Kommissionierroboter
Kommissionierroboter erhalten die Auftragsdaten wie Auftragsnummer, Koordinaten des Lagerortes, Stückzahl und Gewicht der Güter automatisch vom Lagerrechner. Sie sind in der Lage, das Regalfach anzufahren und das Gut mithilfe eines aus Saugnäpfen bestehenden Greifsystems aus dem Regalfach zu entnehmen und in einen mitgeführten Behälter zu legen. Der Greifer selbst ist mit einem Bildverarbeitungssystem ausgestattet, das die Lagererkennung der Güter übernimmt. Die richtige Entnahmemenge wird über das Gewicht ermittelt.

### Manuelle Kommissioniersysteme

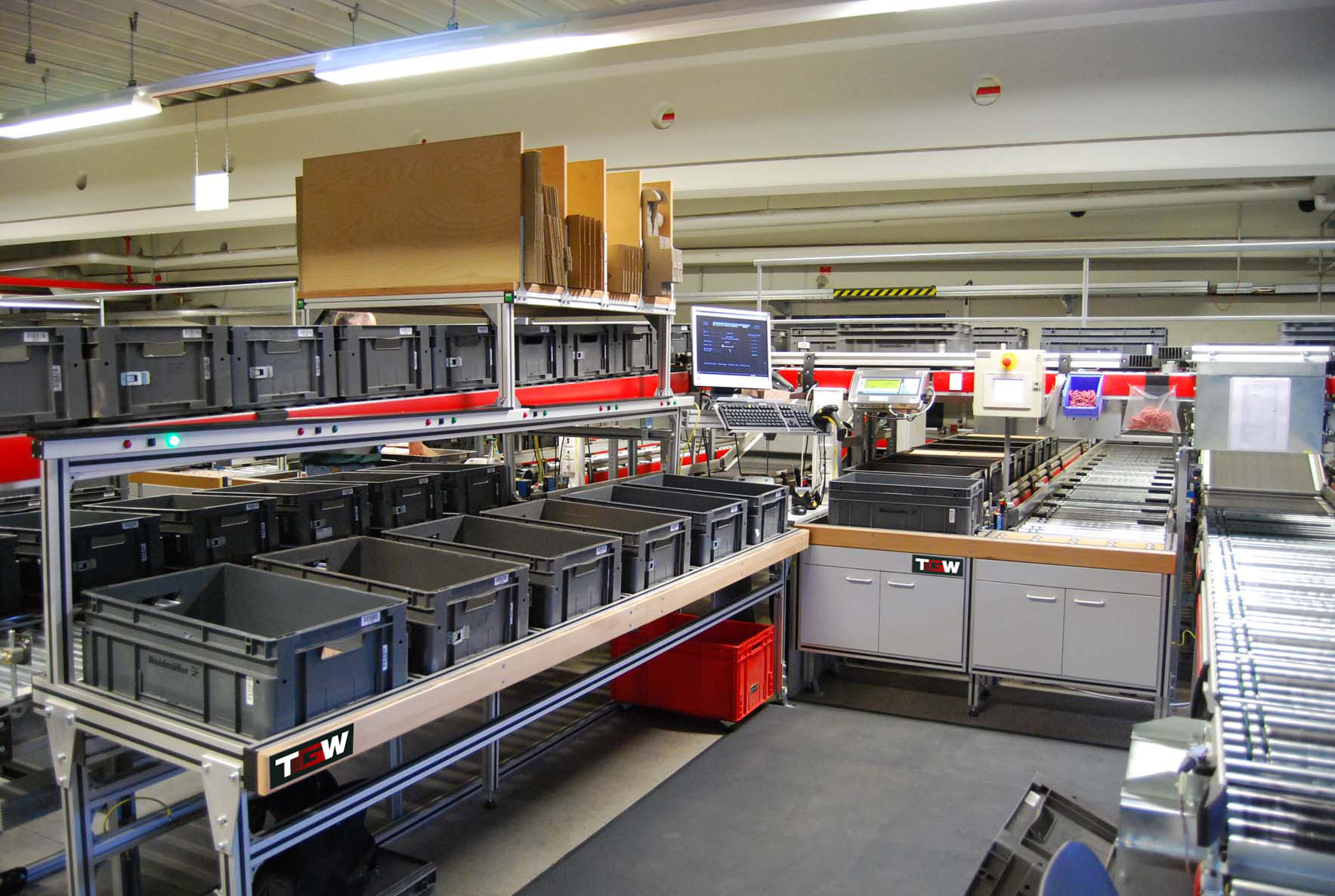
Ware-zur-Person-Arbeitsplatz mit Pick-by-Light-Anzeigen

- Ware-zur-Person-Systeme; sog. dynamische Bereitstellung = Dynamische Kommissionierung
- Person-zur-Ware-Systeme; sog. statische Bereitstellung = Statische Kommissionierung

## Kommissionierverfahren
- Kommissionierung mittels Pickzettel
- Kommissionierung mit mobiler Datenerfassung (MDE)
- Kommissionierung mittels Barcode Pick-by-Scan/Pick-by-Barcode
- Kommissionierung mit Pick-by-Light
- Kommissionierung mit Pick-by-Voice
- Kommissionierung mit Pick-by-Vision
- Kommissionierung mit Pick-by-RFID

### Kommissionierung mittels Pickzettel
Anhand des Pickzettels (auch Pickliste oder Kommissionierliste), der Lagerplatz, Artikelnummer und Menge enthält, entnimmt der Kommissionierer die angegebene Menge und hakt diese dann ab.
Die Rückmeldung im Lagerverwaltungssystem erfolgt nach Abarbeiten der Kommissionierliste. Durch falsche Plätze, Bestandsfehler, Greiffehler etc. entstehen Fehler in der Kommissionierung, die einerseits die folgenden Prozesse behindern (z. B. die Produktion) und zu Inventurdifferenzen führen. Daher werden verschiedene Verfahren der Automatischen Identifikation und Datenerfassung verwendet, um den Lagermitarbeiter sowohl zum richtigen Platz zu steuern, als auch die Entnahme des korrekten Materials zu gewährleisten.

### Kommissionierung mit Mobiler Datenerfassung (MDE)
Die Kommissionierliste wird hier auf einem MDE angezeigt. Entnommene Artikel werden auf dem MDE bestätigt; Fehlmengen können eingegeben werden. Durch die meistens direkte Verbindung des MDE zum Lagerverwaltungssystem kann der aktuelle Status der Kommissionierung laufend verfolgt werden. Bestandsdaten können ohne zusätzliche Dateneingaben aktualisiert werden. MDEs sind oft mit Barcodescannern oder RFID-Lesegeräten in einem Gerät kombiniert, was eine zusätzliche Überprüfung des entnommenen Artikels ermöglicht.

### Kommissionierung mittels Barcode
Beim Pick-by-Scan-Verfahren wird die Pickliste auf einem PDA angezeigt. Bei der Warenentnahme sowie der -einlagerung wird der Barcode des Artikels sowie der des Lagerplatzes gescannt. Auf dieser Basis erfolgt eine einwandfreie Zuordnung von Lagerplatz und Artikel. Dieses Verfahren kann deswegen auch im Rahmen der dynamischen Lagerung angewendet werden. Das Pick-by-Scan-Verfahren kann auch bei der Zuordnung der Ware zu Bestellungen benutzt werden und trägt als Kontrollinstanz dazu bei, falsche Lieferungen zu vermeiden.
Bei der Kommissionierung gibt es auch Mischformen. So kombinieren manche Hersteller das Pick-by-Scan-Verfahren mit dem Kommissionierverfahren mittels Pickliste. Der Scan dient in diesem Fall als Kontrolle und soll dabei unterstützen, dass der Kommissionierer dem Lagerplatz den richtigen Artikel entnimmt.

## Lagernavigation im Schmalgang
Moderne Kommissionierstapler kennen die aktuelle Regalgasse und ihre jeweilige horizontale Position innerhalb der Regalgasse. Dies wird z. B. mit Hilfe im Boden verlegter RFID-Transponder realisiert, welche vom Fahrzeug gelesen werden und die interne Wegmessung des Fahrzeuges auf Plausibilität prüfen. Zudem wird permanent die aktuelle Höhe der bei diesen Fahrzeugen anhebbaren Kommissionierkabine ermittelt. Die Kommissionieraufträge aus dem Lagerverwaltungssystem werden nun nicht nur auf einem Terminal (MDE) am Fahrzeug angezeigt, sondern direkt weiter an die Fahrzeugsteuerung übermittelt. Aufgrund der bekannten Ist- und Ziel-Koordinaten ermittelt das Fahrzeugsteuerungssystem die wirtschaftlichste Zielanfahrt. Der Bediener des Kommissionierfahrzeuges leitet nun die Zielanfahrt ein und wird automatisch zum gewünschten Lagerplatz dirigiert. Beim Erreichen der Zielposition wird dem Kommissionierer das entsprechende Lagerfach z. B. durch einen seitlich an der Kommissionierkabine angebrachten Spot signalisiert.
Die Rückmeldung an das Lagerverwaltungssystem erfolgt manuell, mit Barcodescannern oder RFID-Lesegeräten.
Die optimale Pickfolge wird vom Lagerverwaltungssystem ermittelt.
Vorteile
- Augen frei bei der Zielanfahrt
- optische Anzeige und Ausleuchtung des richtigen Lagerplatzes
- weniger Pickfehler
- kein Suchen der Lagerplätze, keine Fehlfahrten
- deutlich höhere Kommissionierleistung
- Lagertopologie für den Bediener unwichtig
- Lagerverwaltungssystem gibt effizienteste Pickfolge vor
- Beleuchtungsstärke im Lager kann zurückgenommen werden

Nachteile
- derzeit nur bei geführten Kommissionierfahrzeugen verfügbar (schienen- bzw. leitdrahtgeführt)
- Hohe Anschaffungskosten